# Davis Cup 1953
In 1953 werd het toernooi om de Davis Cup  voor de 42e keer gehouden. De Davis Cup is het meest prestigieuze tennistoernooi voor landen dat sinds 1900 elk jaar wordt georganiseerd.
Australië won voor de 11e keer de Davis Cup door in de finale de Verenigde Staten met 3-2 te verslaan.
De deelnemers strijden in drie verschillende regionale zones tegen elkaar. De zonewinnaars spelen in het interzonaal toernooi tegen elkaar. De winnaar daarvan speelt tegen de regerend kampioen om de Davis Cup.

## Finale
Australië -  Verenigde Staten 3-2 (Sydney, Australië, 28-31 december)

## Interzonaal Toernooi
|  | halve finale 3-5 december | halve finale 3-5 december |  |        | finale 17-19 december | finale 17-19 december |
|  |                           |                           |  |        |                       |                       |
|  |                           |                           |  |        |                       |                       |
|  | Verenigde Staten          |                           |  |        |                       |                       |
|  | bye                       |                           |  |        |                       |                       |
|  |                           |                           |  |        | Verenigde Staten      | 4                     |
|  |                           |                           |  | België | 1                     |                       |
|  | België                    | 5                         |  |        |                       |                       |
|  | India                     | 0                         |  |        |                       |                       |

Het interzonaal toernooi werd gespeeld in Australië.

## België
België speelt in de Europese zone.
| datum      | tegenstander        | uitslag | locatie | groep   | ronde        | winst/verlies |
| ---------- | ------------------- | ------- | ------- | ------- | ------------ | ------------- |
| 19-12-1953 | Verenigde Staten    | 1-4     | AUS     | INZ udt | finale       | v             |
| 05-12-1953 | India               | 5-0     | AUS     | INZ udt | 1e ronde     | w             |
| 20-07-1953 | Denemarken          | 3-2     | uit     | EUR udt | finale       | w             |
| 13-07-1953 | Italië              | 3-2     | thuis   | EUR udt | halve finale | w             |
| 14-06-1953 | Verenigd Koninkrijk | 4-1     | thuis   | EUR udt | kwartfinale  | w             |
| 16-05-1953 | Hongarije           | 5-0     | uit     | EUR udt | 2e ronde     | w             |

België won de finale van de Europese zone en plaatste zich voor het interzonale toernooi. De eerste ronde werd van India gewonnen, maar in de finale bleken de Verenigde Staten te sterk. Bij winst had het zich geplaatst voor de Daviscupfinale tegen Australië.

## Nederland
Nederland speelt in de Europese zone.
| datum      | tegenstander | uitslag | locatie | groep   | ronde    | winst/verlies |
| ---------- | ------------ | ------- | ------- | ------- | -------- | ------------- |
| 16-05-1953 | Italië       | 0-5     | thuis   | EUR udt | 2e ronde | v             |
| 03-05-1953 | Ceylon       | 5-0     | thuis   | EUR udt | 1e ronde | w             |

Nederland bereikte de tweede ronde van de Europese zone.
| niveau 1 | niveau 2 | niveau 3 | niveau 4 | niveau 5 |

Algemeen · Opzet · Finales · Winnaars 
 België ·  Nederland ·  Aruba ·  Nederlandse Antillen 

1900 · 1901 · 1902 · 1903 · 1904 · 1905 · 1906 · 1907 · 1908 · 1909 · 1910 · 1911 · 1912 · 1913 · 1914 · 1915 · 1916 · 1917 · 1918 · 1919 · 1920 · 1921 · 1922 · 1923 · 1924 · 1925 · 1926 · 1927 · 1928 · 1929 · 1930 · 1931 · 1932 · 1933 · 1934 · 1935 · 1936 · 1937 · 1938 · 1939 · 1940 · 1941 · 1942 · 1943 · 1944 · 1945 · 1946 · 1947 · 1948 · 1949 · 1950 · 1951 · 1952 · 1953 · 1954 · 1955 · 1956 · 1957 · 1958 · 1959 · 1960 · 1961 · 1962 · 1963 · 1964 · 1965 · 1966 · 1967 · 1968 · 1969 · 1970 · 1971 · 1972 · 1973 · 1974 · 1975 · 1976 · 1977 · 1978 · 1979 · 1980 · 1981 · 1982 · 1983 · 1984 · 1985 · 1986 · 1987 · 1988 · 1989 · 1990 · 1991 · 1992 · 1993 · 1994 · 1995 · 1996 · 1997 · 1998 · 1999 · 2000 · 2001 · 2002 · 2003 · 2004 · 2005 · 2006 · 2007 · 2008 · 2009 · 2010 · 2011 · 2012 · 2013 · 2014 · 2015 · 2016 · 2017 · 2018 · 2019 · 2020-2021 · 2022 · 2023 · 2024 · 2025